# Pepsi Paloma
Delia Dueña Smith, née le 11 mars 1966 à Manille et morte le 31 mai 1985 à Quezon City,, plus connue sous le pseudonyme de Pepsi Paloma, est une actrice philippine. Elle commence à tourner dans des films érotiques à l'âge de 14 ans. On la retrouve pendue cinq ans plus tard, après avoir accusé certaines personnalités de l'avoir violée.

## Biographie
À une époque où le cinéma philippin connaiait un certain succès avec ses films de série B, série Z et ses films érotiques, Pepsi Paloma fait partie des Softdrink Beauties, un groupe de jeunes actrices des années 1980 qui avaient pris un nom de scène contenant un nom de boisson et qui comprenait aussi Sarsi Emmanuelle (le sarsi étant un soda à la salsepareille ressemblant à la racinette) et Coca Nicolas.
Elle est découverte, à 14 ans, par la découvreuse de talents Tita Ester qui la présente à l'imprésario Rey dela Cruz. Elle fait ses premières apparitions à l'écran en 1981.
Après avoir tourné plusieurs films, elle accuse Vic Sotto (en), Joey de Leon (en) et Richie D'Horsie (en) de viol en réunion. Ils obtinrent un arrangement dans des circonstances troubles (et l'intervention du frère d'un des agresseurs, Tito Sotto, futur président du sénat des Philippines), car ils risquaient la peine de mort comme dans l'affaire de l'actrice Maggie de la Riva qui, kidnappée et violée, avait obtenu la chaise électrique pour ses agresseurs, même s'ils faisaient partie de familles influentes.
On la retrouve pendue, expliquant son geste dans son journal intime, qui n'a jamais été analysé. De plus, sa manageuse nie les problèmes financiers évoqués, rappelant qu'elle avait des projets Peu avant sa mort, dans un entretien non diffusé par ABS-CBN, le tueur à gages Kit Mateo aurait confessé son exécution,.